# Baume d'Oullins
Pour les articles homonymes, voir Baume.
Ne doit pas être confondu avec Grotte de la Combe-d'Oulen.
La baume d'Oullins ou baume d'Oulen est une grotte ornée préhistorique, découverte en 1896 par le docteur Paul Raymond. Elle se trouve sur la rive gauche des gorges de l'Ardèche sur les communes de Labastide-de-Virac (Ardèche) et Le Garn (Gard).
La cavité qui s'ouvre face au nord par un vaste porche (50 m de large par 15 m de haut) à 220 m d'altitude est composée d'une salle d'entrée comportant des gravures pariétales et d'une salle plus profonde découverte après désobstruction qui comporte des gravures et peintures pariétales. La grotte est incluse dans le périmètre de la réserve naturelle nationale des gorges de l'Ardèche et domine la rivière d'environ 160 m.

## Stratigraphie
La baume d'Oullins fut occupée depuis le Paléolithique moyen jusqu'au Néolithique. Il s'agit de la plus importante stratigraphie concernant le Paléolithique supérieur de la vallée du Rhône avec la grotte de la Salpêtrière.
Les différents niveaux paléolithiques reconnus sont : 
- le Moustérien final
- le Gravettien
- le Solutréen
- le Magdalénien

Le niveau 10 des fouilles de Jean Combier, postérieur au Solutréen supérieur, a donné une industrie que le chercheur a baptisé « Rhodanien. » En l'absence d'autre niveau permettant de confirmer l'individualisation de cet horizon, le terme reste pour le moment en attente.
Des fouilles plus récentes menées par Frédéric Bazile du CNRS ont permis de dater différents niveaux, notamment le Solutréen supérieur entre 21 000 et 20 000 ans BP.

## Art préhistorique
Les parois de cette grotte comportent des gravures et peintures d'âge paléolithique représentant entre autres des mammouths stylisés.

## Visites
Classée au titre des Monuments historiques depuis 1911, la cavité est fermée au public par une grille depuis 1981.